# Inverness (Florida)
Inverness es una ciudad ubicada en el condado de Citrus en el estado estadounidense de Florida. En el Censo de 2020 tenía una población de 7.543 habitantes y una densidad poblacional de 379,24 personas por km².

## Geografía
Inverness se encuentra ubicada en las coordenadas 28°50′26″N 82°20′37″O / 28.84056, -82.34361. Según la Oficina del Censo de los Estados Unidos, Inverness tiene una superficie total de 19.89 km², de la cual 19.69 km² corresponden a tierra firme y (1.02%) 0.2 km² es agua.

## Demografía
Según el censo de 2010, había 7.210 personas residiendo en Inverness. La densidad de población era de 362,52 hab./km². De los 7.210 habitantes, Inverness estaba compuesto por el 88.21% blancos, el 5.87% eran afroamericanos, el 0.4% eran amerindios, el 1.71% eran asiáticos, el 0.08% eran isleños del Pacífico, el 1.48% eran de otras razas y el 2.25% pertenecían a dos o más razas. Del total de la población el 6.48% eran hispanos o latinos de cualquier raza.